# Стиліст
Стиліст — фахівець в області створення стилю (іміджу) людини за допомогою:
- зачіски (перукар-стиліст, або топ-стиліст)
- макіяжу (стиліст-візажист)
- одягу (стиліст-іміджмейкер)
- фотообразу (фотограф-стиліст)

До основного виду послуг, які надають стилісти можна віднести:
- первинна консультація фахівця
- аналіз гардеробу (одягу, взуття та аксесуарів)
- формування з гардеробу комплектів одягу
- складання списку покупок нового одягу
- консультації згідно з модними трендами
- розробка нового стилю
- рекомендації щодо зачіски і макіяжу
- супровід при покупках в магазині (персональний шоппер)

## Знамениті топ-стилісти
- Серж Нормант (Нью-Йорк)
- Кен Пейвс
- Фредерік Феккеі
- Саллі Гершбергер
- Кріс Макміллан
- Байрон Вілльямс
- Лі Стаффорд (Lee Stafford)
- Ентоні Масколо (Anthony Mascolo)
- Рита Газан
- Рейчел Зої (Rachel Zoe)